# Micromonosporaceae
Micromonosporaceae es una familia de bacterias. Son microorganismos Gram-positivos, formadores de esporas que viven en el suelo y forman un verdadero micelio.
- Datos: Q6839689
- Multimedia: Micromonosporaceae / Q6839689
- Especies: Micromonosporaceae